# Jevgenia Beljakova
Jevgenia Aleksandrovna Beljakova (Russisch: Евгения Александровна Белякова) (Leningrad, 27 juni 1986) is een Russische basketbalspeelster die uitkwam voor het nationale team van Rusland. Ze is Meester in de sport van Rusland, Internationale Klasse.

## Carrière
Beljakova begon haar carrière bij Tsjevakata Vologda in 2007. In 2009 stapte ze over naar Spartak Sint-Petersburg. In 2011 ging Beljakova naar Sparta&k Oblast Moskou Vidnoje. In 2014 stapte ze over naar Dinamo Koersk. In 2015 ging ze naar UMMC Jekaterinenburg. Met UMMC werd ze zeven keer Landskampioen van Rusland in 2016, 2017, 2018, 2019, 2020, 2021 en 2023. Ze won vier keer de EuroLeague Women in 2016, 2018, 2019 en 2021. Ook won ze de FIBA Europe SuperCup Women in 2016, 2018 en 2019. In 2016 speelde ze ook in de WNBA voor de Los Angeles Sparks. Ze won het kampioenschap met die club in 2016. In 2023 stopte ze met basketbal.
Met Rusland werd ze vierde op de Olympische Spelen in 2012 en won goud op het Europees Kampioenschap in 2011.

## Erelijst
- Landskampioen Rusland: 7
  - Winnaar: 2016, 2017, 2018, 2019, 2020, 2021, 2023
  - Tweede: 2012, 2013, 2022
  - Derde: 2015
- Bekerwinnaar Rusland: 4
  - Winnaar: 2015, 2017, 2019, 2023
  - Runner-up: 2020
- EuroLeague Women: 4
  - Winnaar: 2016, 2018, 2019, 2021
  - Runner-up: 2015, 2017
- FIBA Europe SuperCup Women: 3
  - Winnaar: 2016, 2018, 2019
  - Runner-up: 2021
- WNBA Championships: 1
  - Winnaar: 2016
- Europees Kampioenschap: 1
  - Goud: 2011